# Jardín Botánico de Chemillé
El Jardín Botánico de Chemillé en francés: Jardin botanique de Chemillé,  también conocido como Camifolia o Jardin botanique des Plantes Médicinales et Aromatiques) es un jardín botánico de 3 hectáreas de extensión especializado en plantas medicinales de la zona y sobre todo en variedades de Chamomilla, Chemillé, Francia. 
Este jardín botánico es miembro de la prestigiosa « Jardins botaniques de France et des pays francophones ». 
El código de identificación del Jardin botanique de Chemillé como  miembro del "Botanic Gardens Conservation Internacional" (BGCI), así como las siglas de su herbario es AMJB.

## Localización
Jardin Botanique des Plantes Medicinales et Aromatiques Hotel de Ville de Chemille, 5 rue d’Arzille, 49120, Chemillé, Département de Maine-et-Loire, Pays de la Loire, France-Francia. 
Planos y vistas satelitales, 47°12′50.76″N 0°44′0.96″O / 47.2141000, -0.7336000
- Promedio anual de lluvias: 560 mm
- Altitud: 74.00 m s. n. m.

Está abierto todos los días excepto los lunes en los meses cálidos del año, y se cobra una tarifa de entrada.

## Historia
Este jardín botánico fue creado en 1976, para salvaguardar el patrimonio de las variedades se plantas medicinales y tintóreas de la zona, que tradicionalmente se han cultivado en la región, especialmente las Manzanillas. 

## Colecciones
Sus colecciones están compuestas de :
- Plantas medicinales y comestibles con 350 tipos.
- Colección nacional de manzanilla, entre las que se incluyen Matricaria chamomilla, Anthemis nobilis, Anthemis arvensis, Anthemis cotula, Anthemis tinctoria, Ormenis multicaulis, Eriocephalus punctulatus, Matricaria discoidea . . .
- Invernadero de 200 m²,
- Herbario con 400 pliegos.
- Sala de exhibiciones,
- Sala de vídeo,
- Tienda.

Este jardín botánico ha sido reconocido como miembro de Jardines botánicos de Francia y de los países francófonos. 